# Leopold Sonntag
Leopold Sonntag (1807 – 1887) byl rakouský politik německé národnosti z Horních Rakous, během revolučního roku 1848 poslanec Říšského sněmu.

## Biografie
Roku 1849 se uvádí jako Leopold Sontag, statkář v Lindachu.
Během revolučního roku 1848 se zapojil do veřejného dění. Ve volbách roku 1848 byl zvolen i na ústavodárný Říšský sněm. Zastupoval volební obvod Gmunden. Tehdy se uváděl coby statkář. Náležel ke sněmovní levici.
V letech 1850–1857 zastával úřad starosty obce Lindach. Podle některých zdrojů zasedal v letech 1870–1871 i coby katolicko-konzervativní poslanec Říšské rady a Hornorakouského zemského sněmu. V rejstříku poslanců Říšské rady je ovšem v tomto období uveden pouze jistý Ignaz Sonntag, hospodář v Stöttenu (obec Laakirchen). Dobové zdroje výslovně uvádějí, že jde o dvě různé osoby. Leopold Sonntag, bývalý poslanec z roku 1848 ovšem skutečně byl roku 1871 zvolen do Hornorakouského zemského sněmu. Uvádí se jako celoživotní liberálně orientovaný politik, toho času šedesátník.
V Laakirchenu je po něm pojmenována ulice Leopold-Sonntag-Straße (poslanec Říšského sněmu a spolupracovník Hanse Kudlicha na osvobození rolníků).